# Nadija Mischtschenko
Nadija Serhijiwna Mischtschenko (ukrainisch Надія Сергіївна Міщенко; * 19. August 1971) ist eine ehemalige ukrainische Fußballspielerin.

## Karriere

### Vereine
Mischtschenko kam in der Spielzeit 1992 für Lehenda-SchWSM Tschernihiw in der höchsten Spielklasse im ukrainischen Frauenfußball, wie auch in der Spielzeit 1995 als Stürmerin zum Einsatz.
Nach Deutschland gelangt, spielte sie in der Saison 1999/2000 für den 1. FC Nürnberg, der zum ersten Mal in der höchsten deutschen Spielklasse aufgestiegen war. Sie erzielte während ihrer Vereinszugehörigkeit drei Tore. 
In die Ukraine zurückgekehrt bestritt sie Punktspiele für Donetzschanka ZPOR Donetzk und beendete nach der Spielzeit 2002 ihre Spielerkarriere.

### Nationalmannschaft
Für die A-Nationalmannschaft bestritt sie u. a. zwei Länderspiele gegen die A-Nationalmannschaft Deutschlands. Es waren die beiden Spiele der EM-Qualifikationsgruppe 3 am 23. September 1999 und am 11. Mai 2000.